# Frío

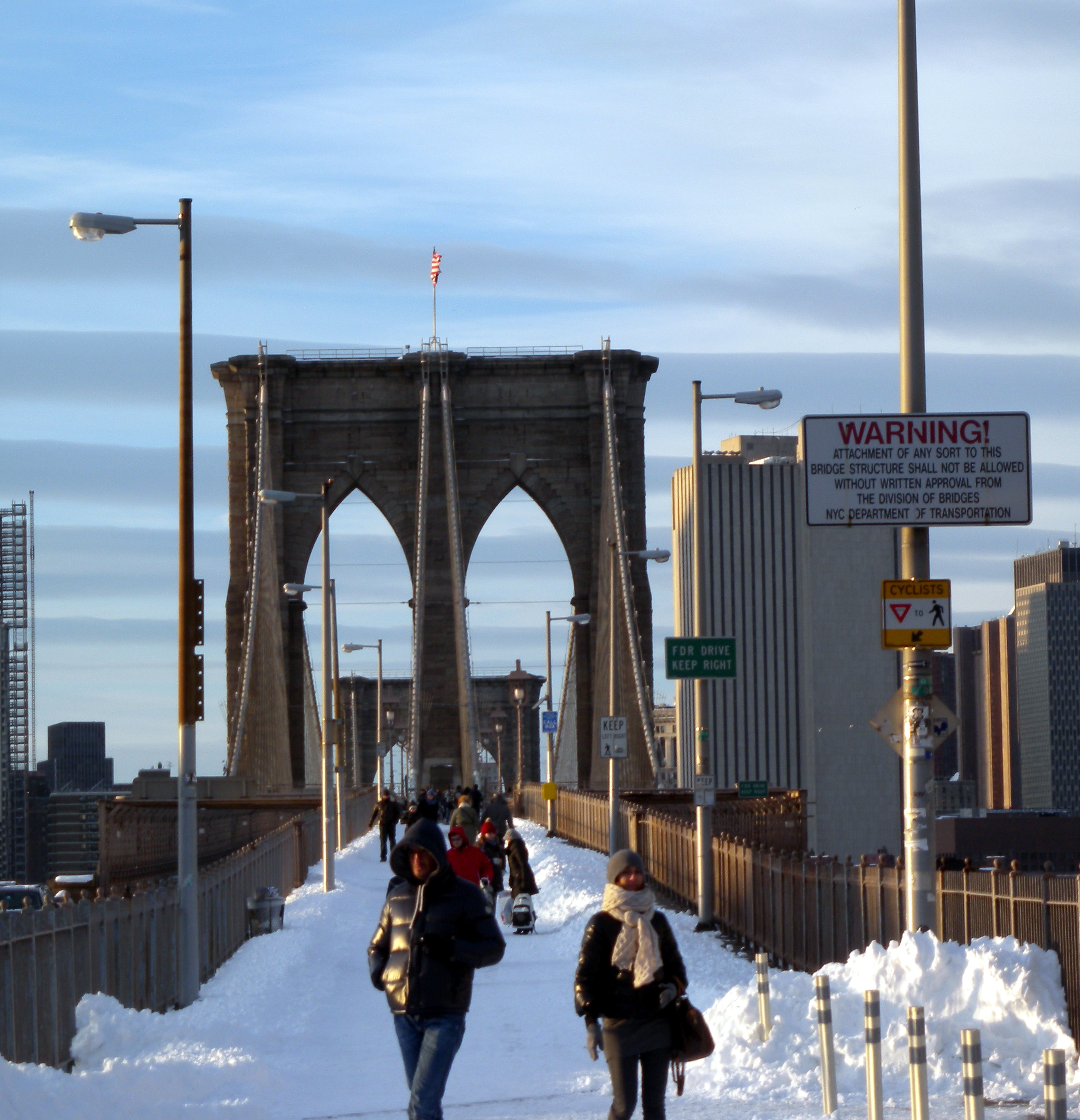
Neoyorquinos muy abrigados para protegerse del frío, puente de Brooklyn, Nueva York, Estados Unidos.

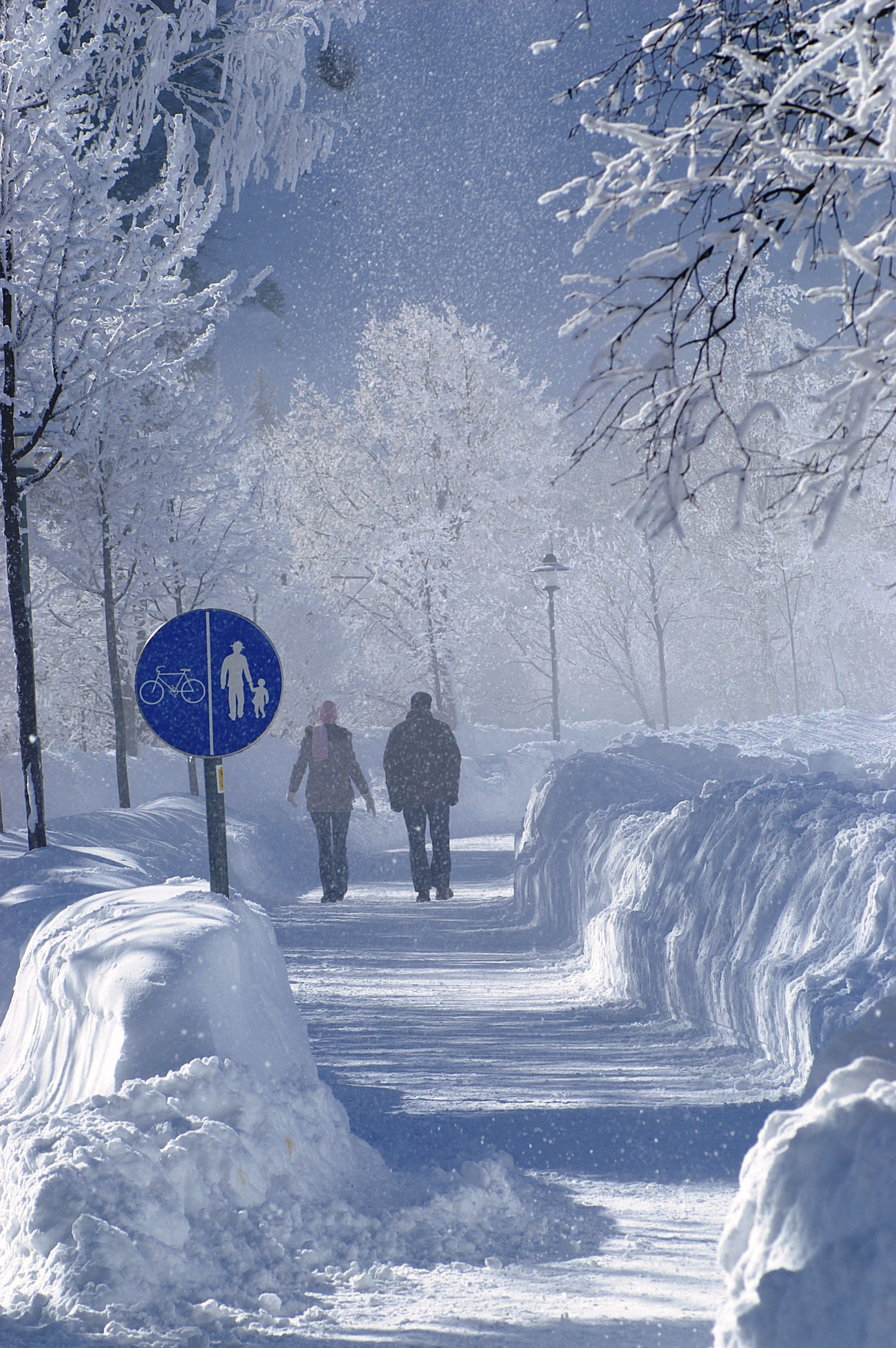
En Austria hace mucho frío, por lo que es común la caída de nieve durante el invierno.

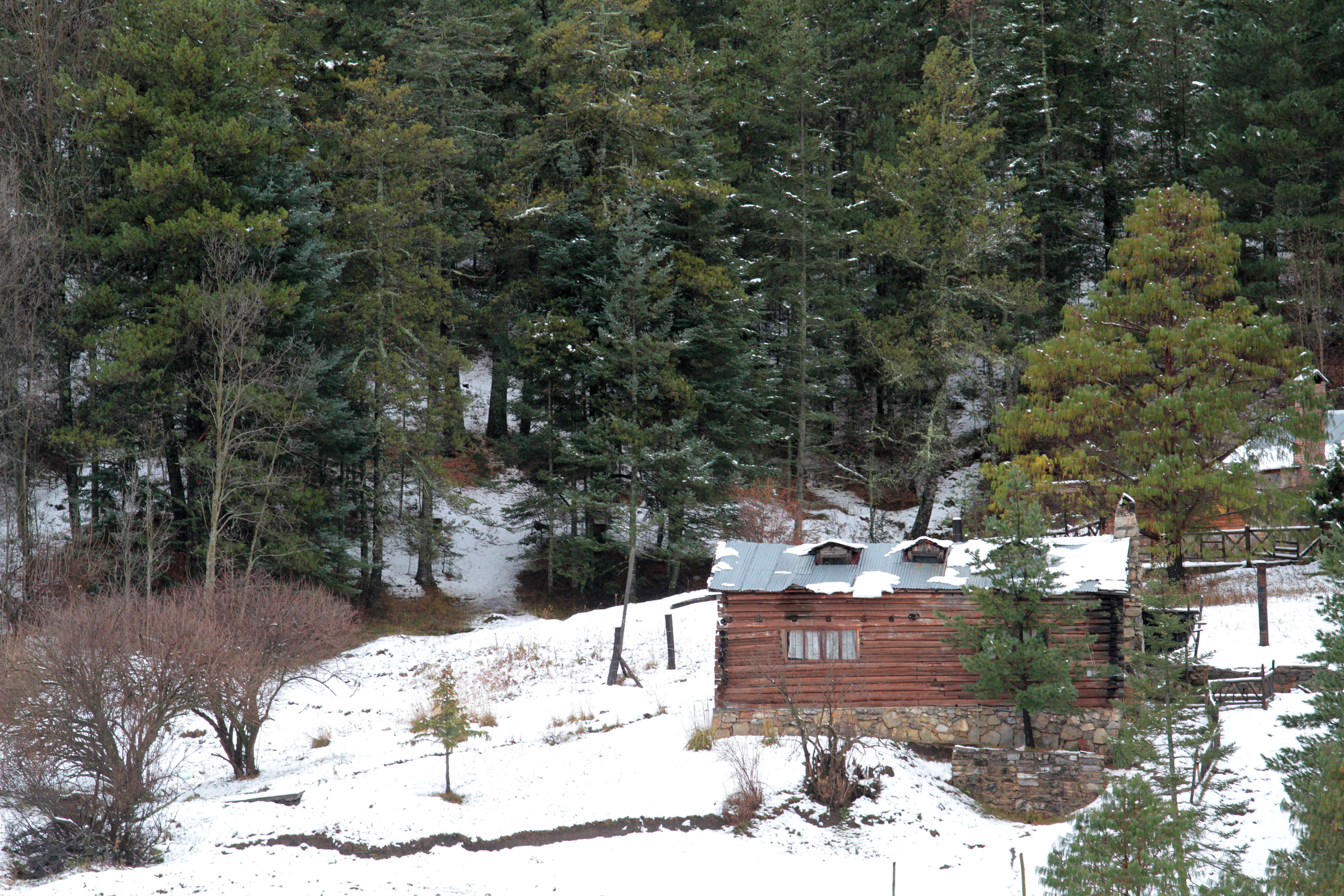
En los lugares fríos es común la nieve. Arteaga, México

Frío, del latín frigĭdus, se define según la RAE como aquel cuerpo que tiene una temperatura muy inferior a la ordinaria del ambiente. Se define como una propiedad adjetiva de un cuerpo, sin aportar una definición del sustantivo. El frío se entiende como la transferencia de calor en sentido opuesto al convenido y no tiene relación con la temperatura absoluta de un cuerpo sino de la relativa a otro.

## Sensación de frío

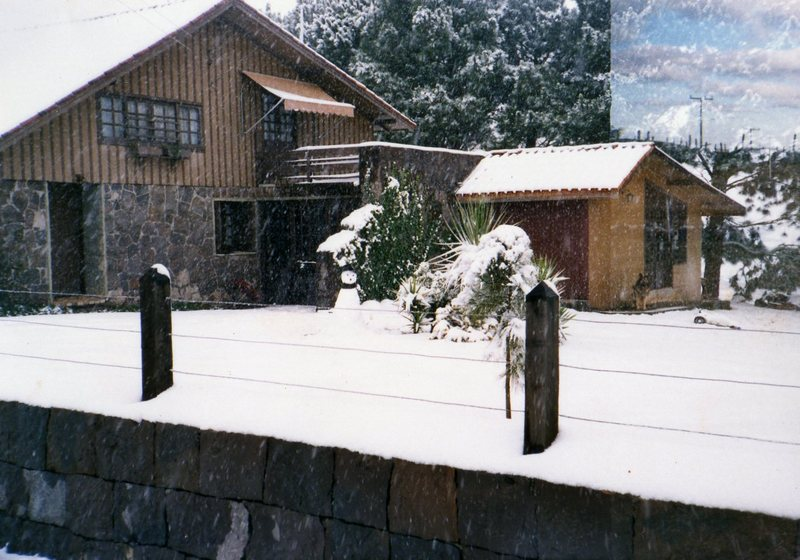
Invierno en São Joaquim, Santa Catarina.

El frío no es solo un fenómeno que hace referencia a la temperatura baja, sino también una cuestión relacionada con la percepción de un individuo, y por ello subjetiva. Para el ser humano, la percepción de la temperatura se basa principalmente en la facilidad que tiene un determinado objeto para sustraer calor del individuo, es decir, que para dos objetos a una misma temperatura, una persona percibirá más frío a aquel objeto que tenga más facilidad para extraerle energía en forma de calor.
Las regiones de la Tierra con menores temperaturas son los polos, debido a que en esas áreas llegan menos rayos solares. La temperatura más baja que se ha registrado en la Tierra ha sido de -93 °C en la base japonesa de Domo Fuji, ubicada a 3.786 metros sobre el nivel del mar siendo así la base ubicada a mayor altura en la Antártida.
Las temperaturas en planetas más alejados del Sol que la Tierra son mucho menores. En Neptuno, por ejemplo, se pueden llegar a alcanzar temperaturas de 55 Kelvin, unos -218 °C.
La nebulosa Boomerang es el sitio más frío que se conoce en el universo con una temperatura estimada de 1 Kelvin, que equivale aproximadamente a -272 °C.

### Sensación de frío en el ser humano
La sensación de frío varía en cada persona según la costumbre hacia las bajas temperaturas, la región donde viva, la estación, y también a veces, de cuán cerrado es el ambiente donde esté (ej: el estar en una habitación pequeña con el aire acondicionado a 18 °C en un ambiente caluroso da la sensación de frío). 
Generalmente es considerado frío en el ambiente (en la mayoría de los países templados) a temperaturas menores de 10 °C, y fresco por alrededor de los 15 °C. La sensación de frío se incrementa si hay viento. Si hay bastante humedad respecto a la temperatura, se puede ver el vapor de agua en nuestra exhalación.

## Enfriamiento
La refrigeración es el proceso por el que se logra un descenso de la temperatura, para ello se elimina calor de un sistema o exponiendo un sistema a un entorno con una temperatura menor.
Los fluidos que se utilizan para refrigerar otros cuerpos se denominan refrigerantes.
La congelación y la criogenia son procesos relacionados, con el objetivo de alcanzar temperaturas más bajas. 
La aplicación más importante y cotidiana del frío es la conservación de alimentos a bajas temperaturas gracias a las condiciones de latencia en las que entran los microorganismos culpables de la destrucción de los alimentos.